# Podolí (Bouzov)
Podolí je vesnice, část obce Bouzov v okrese Olomouc. Nachází se 2 km na severovýchod od Bouzova. V roce 2009 zde bylo evidováno 81 adres. V roce 2001 zde trvale žilo 165 obyvatel.
Podolí leží v katastrálním území Podolí u Bouzova o rozloze 5,97 km2.
První zmínka o vesnici je z roku 1349.

## Obyvatelstvo

### Struktura
Vývoj počtu obyvatel za celou obec i  za jeho jednotlivé části uvádí tabulka níže, ve které se zobrazuje i příslušnost jednotlivých částí k obci či následné odtržení. 
| Místní části   | Místní části | 1869 | 1880 | 1890 | 1900 | 1910 | 1921 | 1930 | 1950 | 1961 | 1970 | 1980 | 1991 | 2001 | 2011 |
| -------------- | ------------ | ---- | ---- | ---- | ---- | ---- | ---- | ---- | ---- | ---- | ---- | ---- | ---- | ---- | ---- |
| Počet obyvatel | část Podolí  | 336  | 302  | 322  | 304  | 313  | 330  | 302  | 215  | 230  | 214  | 223  | 186  | 165  | 194  |
| Počet domů     | část Podolí  | 38   | 40   | 42   | 43   | 48   | 53   | 59   | 66   | 160  | 64   | 62   | 68   | 72   | 72   |

## Památky
- Kříž z roku 1826

## Další fotografie

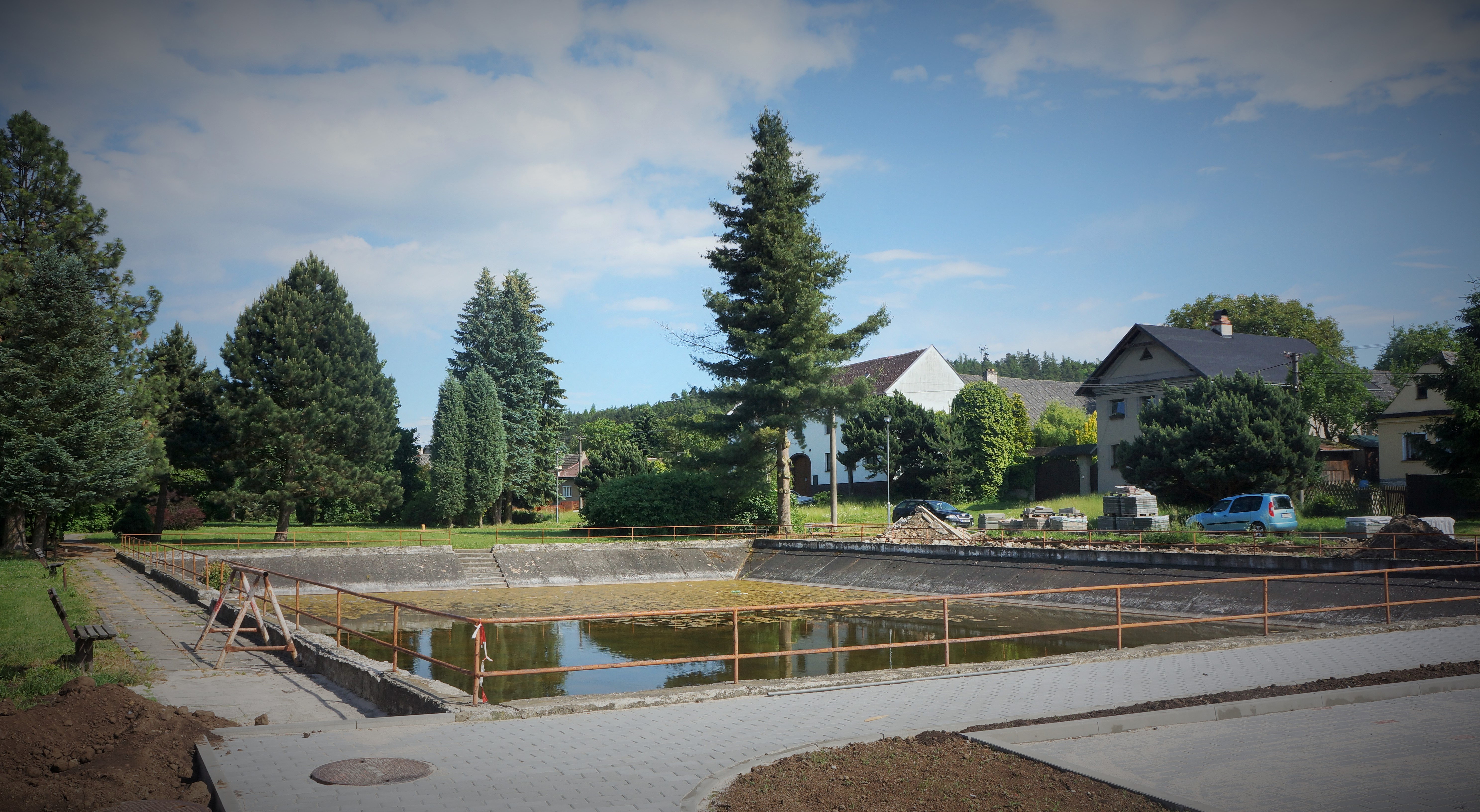
Požární nádrž
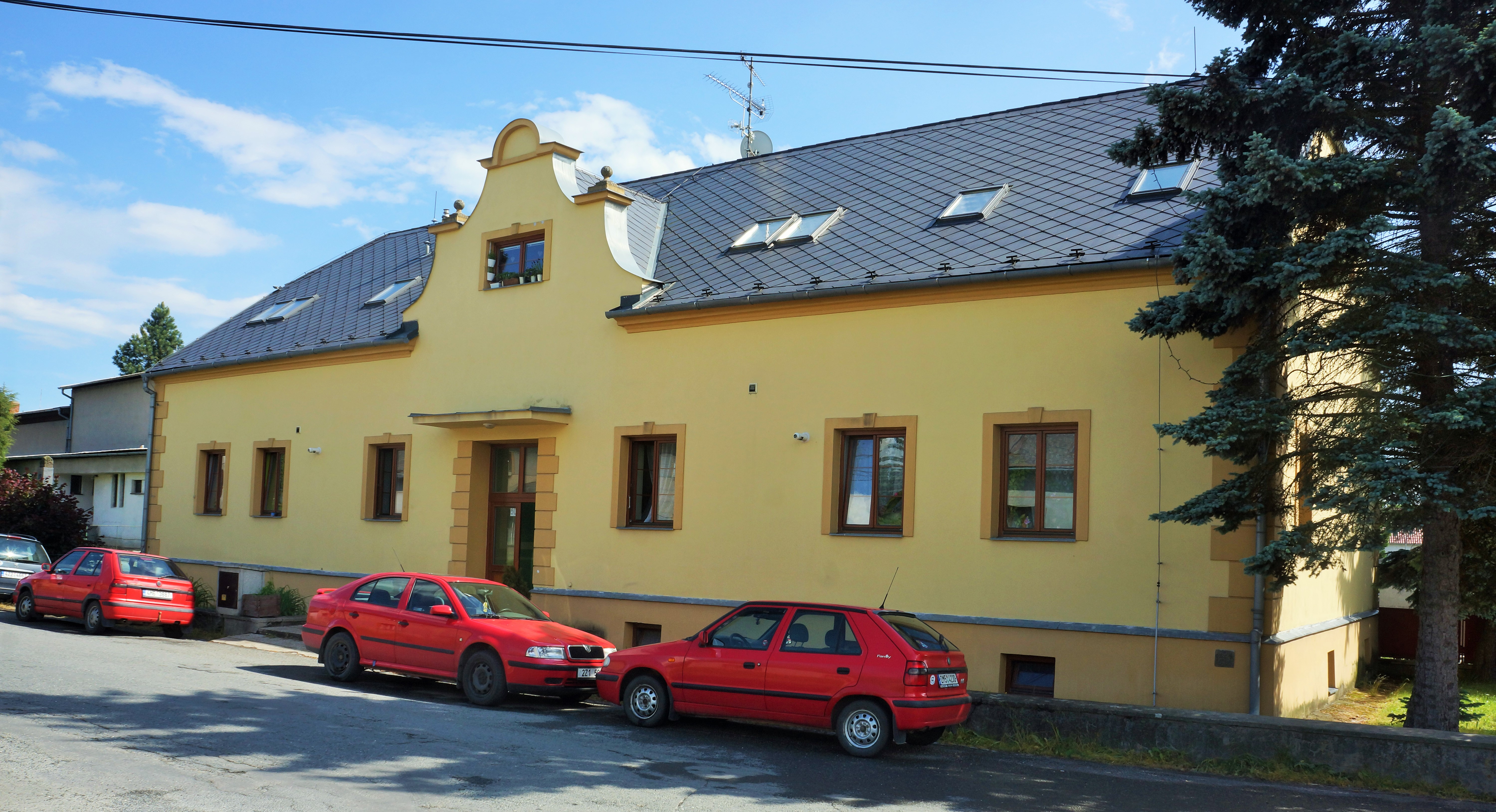
Dům čp. 50
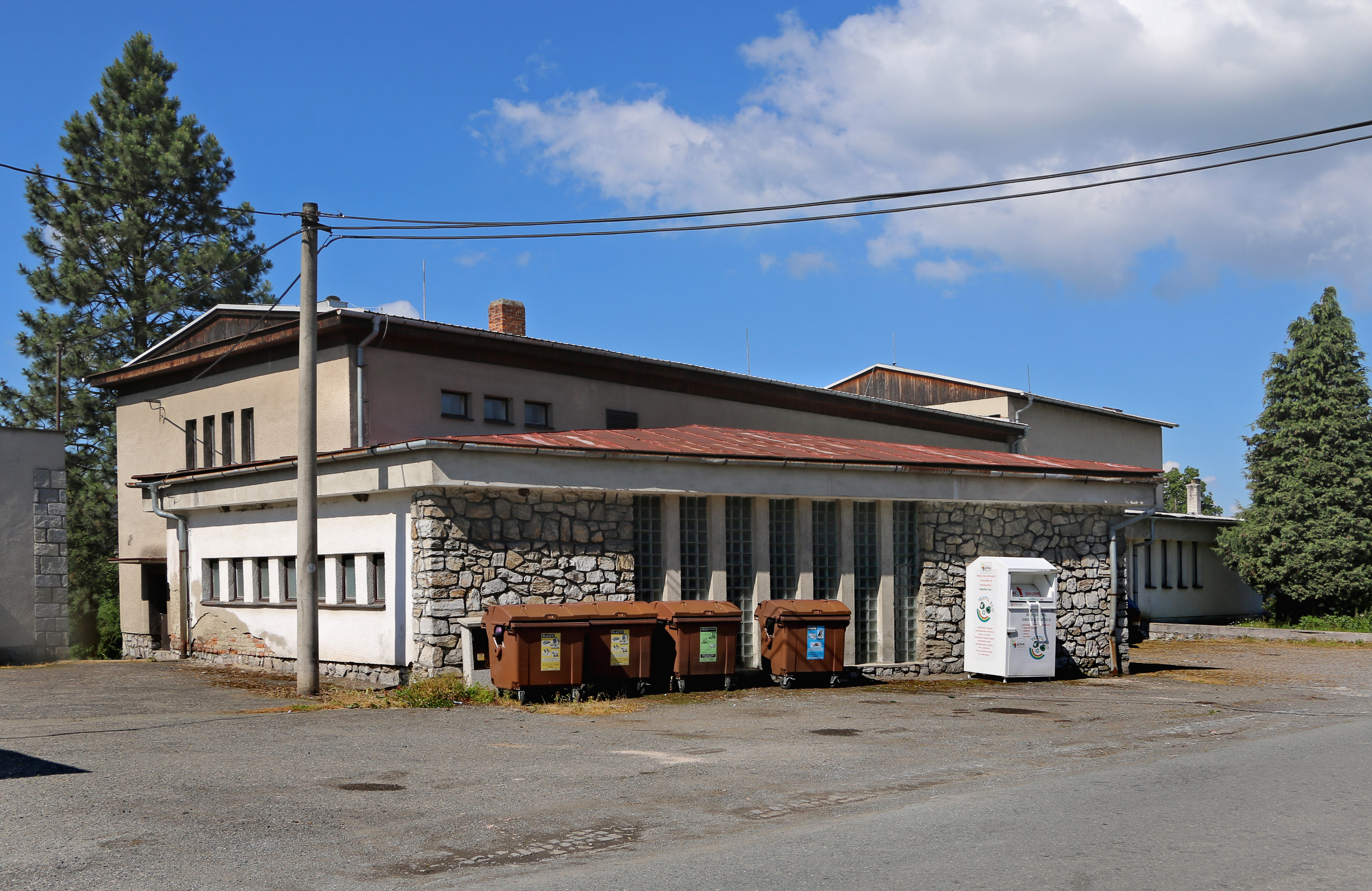
Bývalý kulturní dům
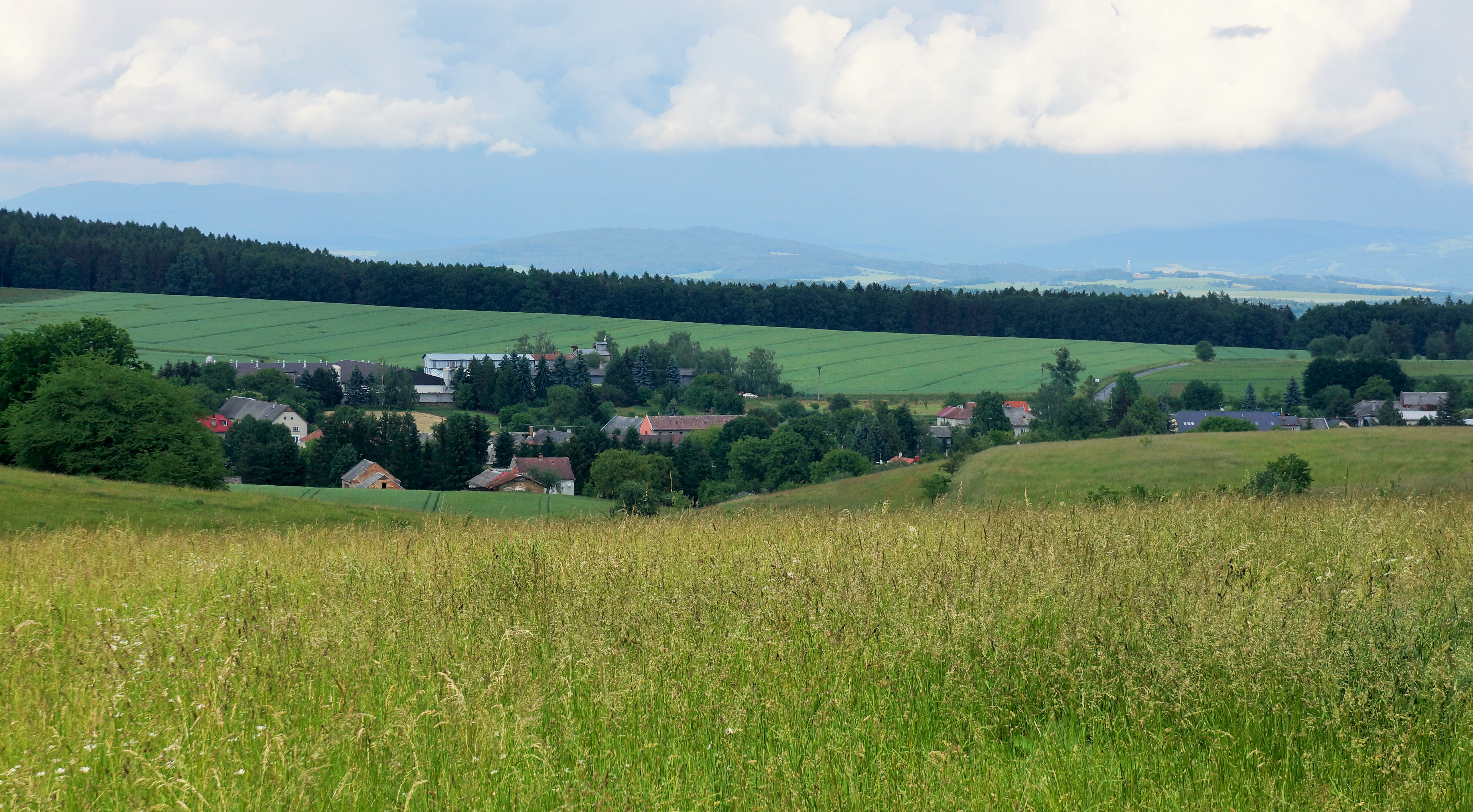
Vesnice od jihu